# Vimeu
Il Vimeu è una regione storico-geografica della bassa Piccardia delimitata a nord dalla valle della Bresle e a sud da quella della Somme.
Il principale corso d'acqua che attraversa la zona è la Vimeuse, piccolo affluente della Bresle.
I più popolosi centri abitati della regione sono Friville-Escarbotin, Feuquières-en-Vimeu e Fressenneville.
Il Vimeu è ricompreso nel dipartimento della Somme, nella regione dell'Alta Francia.